# Nenad Mirko Novaković
Nenad Mirko Novaković (Sladojevci, 1. studenog 1957. – Žaborić 17. siječnja 1989.), hrvatski katolički svećenik i pjesnik.

## Životopis
Nenad Mirko Novaković, rođen 1. studenoga 1957. godine u Sladojevcima (Slatina), umro 17. siječnja 1989. godine.
Za kratkog svećeničkog života bio je upravitelj župe Zablaće (Šibenik), služio je kod sestara milosrdnica također u Šibeniku, bio župni pomoćnik u župi Srca Isusova isto u Šibeniku, a od 1986. godine postaje župnikom u Betina  na Murteru, (Šibenska biskupija). Poginuo je na blagdan sv. Antuna Pustinjaka u prometnoj nesreći na Jadranskoj magistrali kod Žaborića dok je išao u Prhovo u župi Primošten - Stanovi, gdje je trebao služiti sv. Misu. 

## Djela
Napisao je oko 400 pjesama od kojih je dio objavljen u časopisima: Spectrum, Glas Koncila, Katolička obiteljska revija Kana i Naša ognjišta. Pisao i prozna djela koja su uglavnom objavljena u Spektrumu, časopisu studenata Katoličkog bogoslovnog fakulteta u Zagrebu. Na inicijativu dr. Ivana Goluba, Nenad i kolege: Špiro Boban, Zvonimir Brusać, Marko Mišerda i Antun Perčić, studenti Katoličkog bogoslovnog fakulteta sudjelovali su u izradi bibliografije časopisa Bogoslovska smotra. Radovi su objavljeni u Bogoslovska smotra, Vol. 52 No. 1-2, 1982. 

## Zbirke pjesama
Za života pripremao, ali na žalost nikada nije objavio, desetak zbirki poezije. Postumno, povodom 30. obljetnice smrti njegovi prijatelji priredili su zbirku "Isusov poeta" u kojoj se nalazi 70-ak odabranih Nenadovih pjesama. Kao ilustracije u knjizi korišteni su njegovi rukopisi. Predgovor zbirci je napisao Stjepan Lice, likovno oblikovanje Blaženka Matić, urednik Slavko Nedić a nakladnik Glas Koncila. 

### Objavljene zbirke pjesama
- Isusov poeta, Glas Koncila, Zagreb, 2019.

### Neobjavljene zbirke pjesama
"Moja poezija i proza", "Taknuo si žice duše moje", "Hvala Ti Isuse iz Nazareta", " Šareni leptir", "Sumorni dani", "Tko visoko leti nisko pada 
(Mojoj dragoj pokojnoj majci)", "Tratinčica (mom dragom ocu)", "Slađana" i "Egzodus". 

### Drugi radovi
- Bibliografija - pedeset godišta Bogoslovske smotre, Špiro Boban, Zvonimir Brusać, Marko Mišerda, Nenad Mirko Novaković, Antun Perčić Bogoslovska smotra, Vol. 52 No. 3-126, Zagreb, 1982.
- Predmetno kazalo - pedeset godišta Bogoslovske smotre, Nenad Mirko Novaković, Bogoslovska smotra, Vol. 52 No. 1-2, str. 255-317, Zagreb, 1982.
- Autorsko kazalo - pedeset godišta Bogoslovske smotre, Nenad Mirko Novaković, Bogoslovska smotra, Vol. 52 No. 1-2, str. 317-324, Zagreb, 1982.

## Uglazbljene pjesme
Prijateljstvo sa skladateljem i kolegom iz studenskih dana Slavkom Nedićem urodilo zajedničkom suradnjom iz koje su nastale skladbe: "Treće doba", "Isuse Kriste Uskrsnuli", "Ne, ne - da, da", "Utakmica ljubavi", "Ako sam već rijeka", "Životni stol", "Hoću (moj Gospodine)" i "Vjera je ipak izbor". Većinu tih skladbi je na svojim albumima Pobjednici smrti i Ako sam već rijeka snimila grupa Karizma iz Zagreba. 
Pjesmu "Samo Tvoj" uglazbi je don Gašpar Dodić i objavljena je na njegovom drugom albumu "Buđenje".

## Stihovi Nenada Mirka Novakovića izvedeni naUskrs festu
Uskrs fest je nastariji festival popularne duhovne glazbe Crkve u Hrvata. Na njemeu je izvedeno više skladni za koje je stihove napisao Nenad Mirko Novaković
- Treće doba", Uskrs fest 1981. godine, nagrada za najbolji tekst, pjesmu izveo (recitirao) sam autor
- Isuse Kriste Uskrsnuli" (S. Nedić - N. M Novaković), Uskrs fest 1984. godine, pjesmu izvela grupa Karizma
- Životni stol" (S. Nedić - N.M Novaković), Uskrs fest 1985. godine, 5 mjesto po odluci stručnog žirija, pjesmu izvela grupa Karizma
- Vjera je ipak izbor" (S. Nedić - N.M Novaković), Uskrs fest 1988. godine, pjesmu izvela grupa Karizma
- Djeca svjetla" (M. Škračić- N.M Novaković - S. Nedić), Uskrs fest 1989. godine, pjesmu izveo zbor mladih Mirjam iz Betine
- Ne, ne - da, da" (S. Nedić - N.M Novaković), Uskrs fest 1989. godine, pjesmu je u revijalnom dijelu izvela grupa Karizma
- Hoću (moj Gospodine)" (S. Nedić - N.M Novaković), Uskrs fest 1999. godine, pjesmu izvela grupa Karizma